# شب‌پره (حشره)

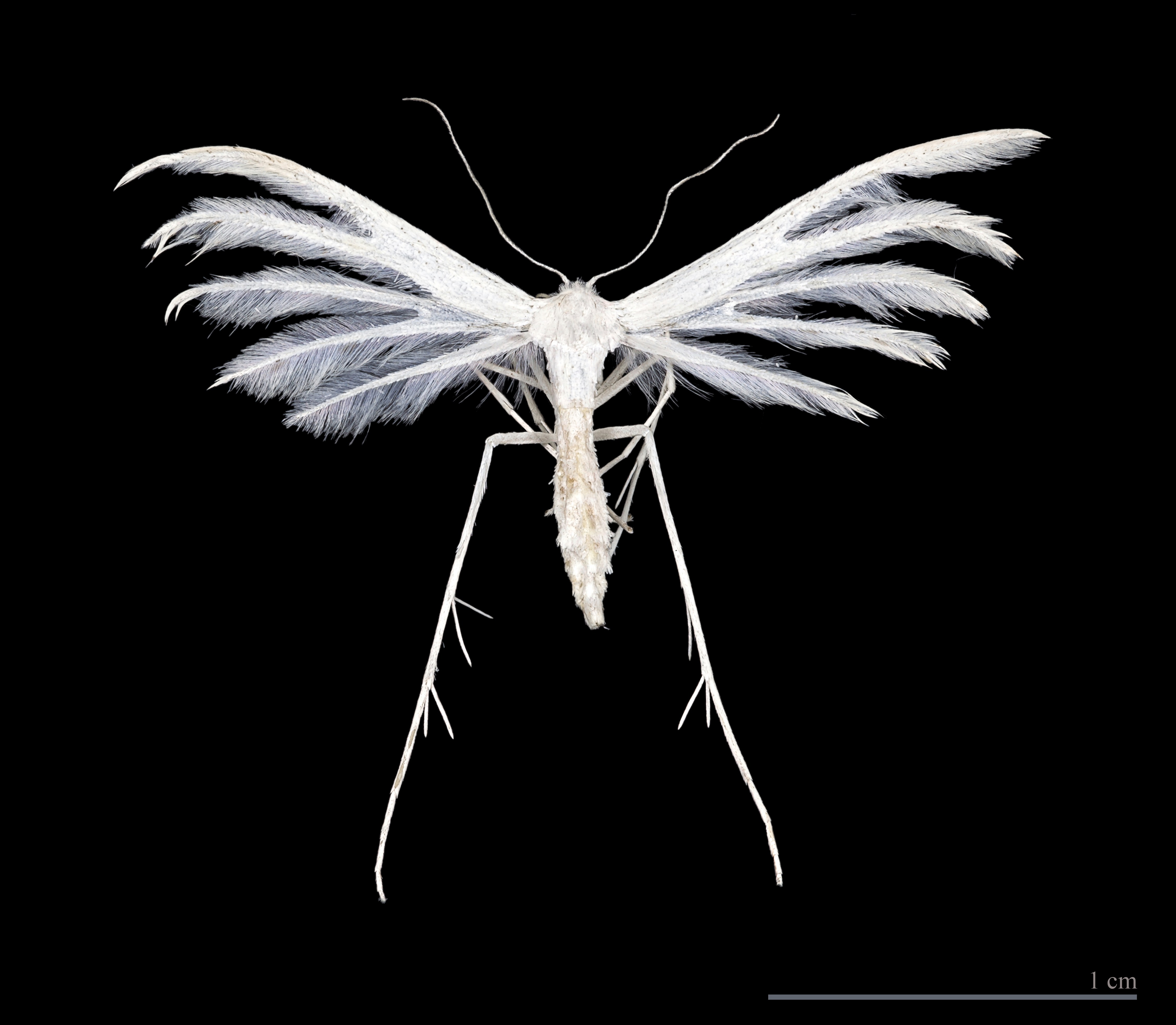
شاه‌پرک سفید

شاپرک، شب‌پره و بید (به انگلیسی: Moth)، گروهی از حشرات مرتبط با پروانه هستند که در ردهٔ زیستی Lepidoptera قرار می‌گیرند. تصور می‌شود که شاپرک‌ها، شب‌پره‌ها و بیدها حدود ۱۵۰۰۰۰ تا ۲۵۰۰۰۰ گونه مختلف باشند که تعداد بسیار زیادی از آنان هنوز کشف نشده‌است. بیشتر حشراتی شب‌زی اند، ولی برخی از گونه‌های آن در روز فعالیت می‌کنند.
تفاوت اساسی میان پروانه‌ها و شاپرک‌ها در این است که به‌طور معمول، پروانه‌ها، روزپرواز ولی شاپرک‌ها و بیدها شب‌پرواز هستند. پروانه‌ها از بینایی ولی شاپرک‌ها از بویایی برای انتخاب جفت استفاده می‌کنند. پیلهٔ پروانه‌ها از شاخهٔ درخت یا تکیه‌گاه آویزان است ولی پیلهٔ شاپرک‌ها روی زمین قرار می‌گیرد. شاپرک‌ها هنگام استراحت روی گیاهان، بال‌های خود را کاملاً باز نگه می‌دارند، اما پروانه‌ها بال‌های خود را تقریباً می‌بندند.

## شاپرک‌ها

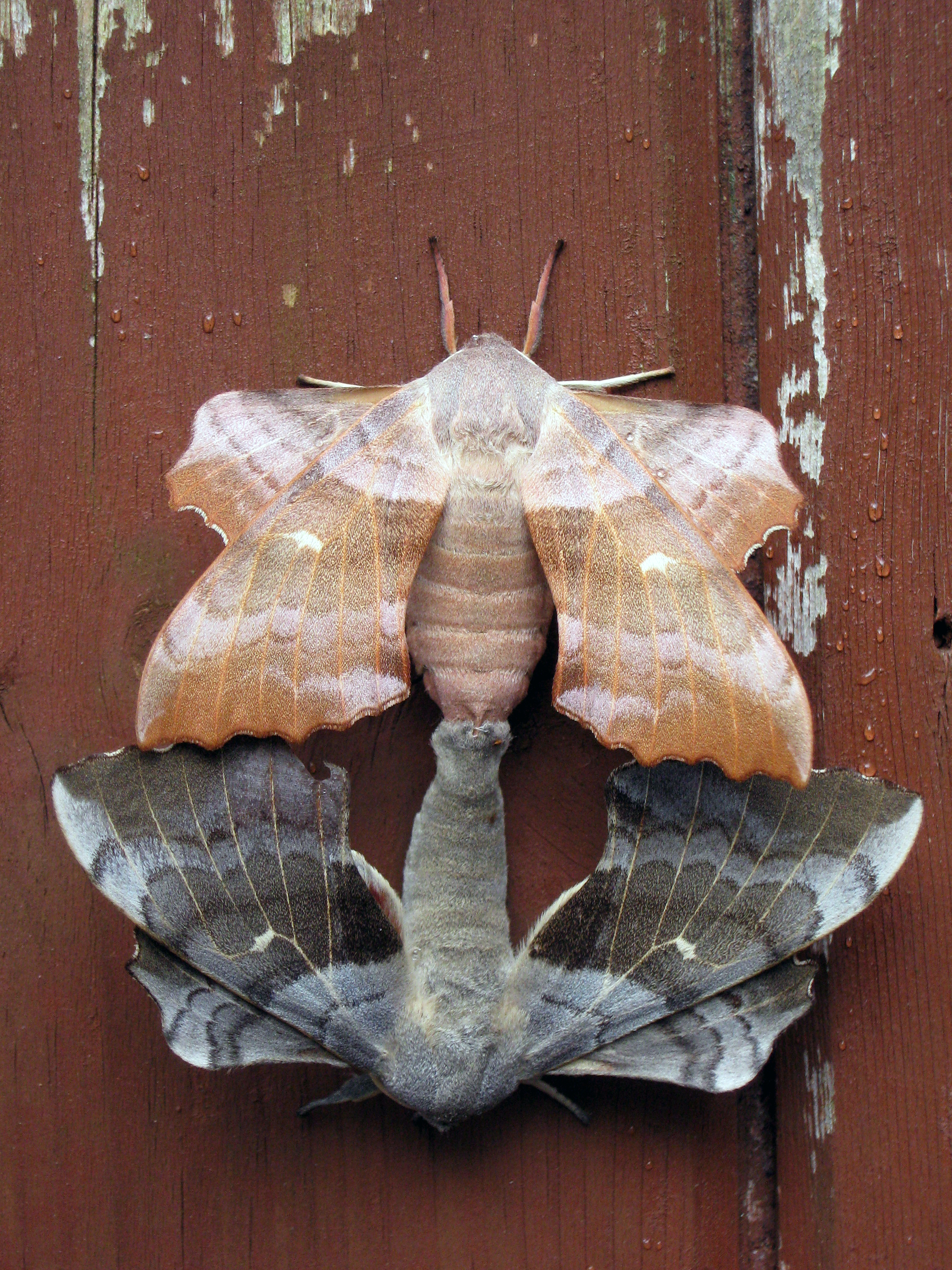
جفت‌گیری شب‌پره‌ها

شاپرک‌ها و پروانه‌ها، آن چنان به یکدیگر شبیه هستند که تشخیص آن‌ها مشکل است. شاپرک‌ها، برخلاف پروانه‌ها، معمولاً هنگام غروب و شب پرواز می‌کنند؛ بدن شاپرک‌ها چاق‌تر از بدن پروانه‌هاست. شاخک‌های شاپرک‌ها دارای کاکل‌های بسیار ریز یا پوشیده از پرز است، حال آن‌که انتهای شاخک‌های پروانه، برآمده است.
نام‌های دیگر شاپرک، شاه‌پرک، شوپرک و پرپروک است.

## شب‌پره‌ها
شب‌پره‌ها نیز گروهی از حشرات در راسته پروانه‌سانان و مانند شاپرک‌ها هستند اما شاخک‌های آنها ساده و باریک است.

## بیدها
بیدها، گروهی از شب‌پره‌ها هستند که به میوه‌ها و لباس‌ها آسیب می‌رسانند و به عنوان آفت مطرح هستند:
- بید انجیر[۹][۱۰]
- بید سیب‌زمینی[۱۱][۱۲]
- بید انگور[۱۳][۱۴]